# Pierre Bougrat
Pierre Bougrat, né le 27 novembre 1889 à Annecy et mort en janvier 1962 dans l'État vénézuélien de Nueva Esparta, est un médecin français condamné pour meurtre à la réclusion au bagne de Guyane, que son évasion a rendu célèbre.

## Biographie
Pierre Bougrat, médecin de la faculté de Lyon, est mobilisé comme médecin durant la Première Guerre mondiale. Il est blessé à quatorze reprises, la dernière blessure, à la tête, est très sérieuse puisqu'il reste cinq mois aveugle. Véritable héros, il sort vivant du conflit avec le grade de médecin major et décoré de la Croix de Guerre et de la Légion d'honneur.
Après la guerre, il ouvre un cabinet de médecine générale au 37 rue Sénac-de-Meilhan à Marseille. Il mène très vite une vie « dissolue » dans les établissements nocturnes, collectionnant les maîtresses et dilapidant son argent au jeu, à tel point que sa jeune épouse, fille d'un professeur de la faculté de médecine de Marseille, finit par obtenir le divorce à son profit.
Le docteur s'affiche dès lors avec Andrée Audibert, prostituée et entraîneuse dont il se met en tête de faire une duchesse. Son mode de vie immoral pour l'époque, lui attire une mauvaise réputation.Il dépense l'argent sans compter et tire des chèques sans provision, ce qui lui vaut de faire de la prison.
Sa clientèle plutôt bourgeoise au départ se détourne progressivement de lui. Il perd progressivement ses amis, à l'exception de Jacques Rumèbe, compagnon de tranchée devenu comptable de la Société des céramiques de Saint-Henri et dont il transporte la paie des ouvriers.
Pierre Bougrat soigne discrètement Rumèbe pour une syphilis contractée pendant la guerre. Il lui administre des injections intraveineuses de salvarsan tous les samedis matin.
Le samedi 14 mars 1925, Jacques Rumèbe disparait après avoir reçu son injection hebdomadaire. Il a avec lui une sacoche qui contient 8 507 francs : la paie des ouvriers. Sa femme signalera sa disparition le jour même à la police. Le commissaire André Robert, chef de la Sûreté de Marseille, découvre que Pierre Bougrat vit avec Andrée Audibert, une prostituée qu'il a rachetée au prix fort à son souteneur. En ménage, Andrée Audibert exige de Bougrat des sommes dépassant ses ressources fort réduites depuis son divorce, si bien que le docteur est sous la menace de poursuites judiciaires pour abus de confiance, escroquerie et chèques sans provision. Ce besoin continu d'argent fournit un mobile tout à fait crédible.
Sur la base de ces indices, le commissaire Robert obtient enfin l’autorisation de faire une visite domiciliaire chez Pierre Bougrat, trois mois après la disparition de Rumèbe. André Robert se rend chez Bougrat pour l'interroger mais, alerté d'une odeur suspecte par les domestiques, il découvre le cadavre décomposé de Rumèbe, muré dans un placard.
Pierre Bougrat se défend en racontant que Rumèbe avait cherché refuge dans son cabinet quelques heures après son injection, prétendant s'être fait dérober sa sacoche par une prostituée ou, selon une autre version, l'avoir perdue, alors qu'il était ivre. Le médecin serait alors parti pour tenter de retrouver les fonds confiés à son ami, menacé de perte d'emploi mais en vain et, à son retour, il aurait retrouvé son ami mort — Bougrat affirmant qu'il s'est suicidé. Persuadé qu'il serait le premier soupçonné, il aurait camouflé le cadavre dans un placard.
Accusé du meurtre de Jacques Rumèbe et du vol de la sacoche avec pour mobile le besoin d'argent, Pierre Bougrat est placé en détention provisoire 456 jours par le juge d'instruction De Possel. L'enquête montre notamment que, le soir même de la mort de Rumèbe, Pierre Bougrat et Andrée Audibert sont partis faire la goguette, faisant couler le champagne à flots. De plus, ses besoins d'argent étant de notoriété publique, le docteur se voit qualifié de voleur invétéré.
La cour d'assises d'Aix-en-Provence le condamne à mort à l’issue du procès le 29 mars 1927. En raison de ses états de service militaire, sa peine est commuée en travaux forcés à perpétuité assortie de la relégation au Bagne de Cayenne.
Toutefois, cette condamnation soulève la polémique car un des experts avait conclu que Rumèbe est probablement décédé d'un choc anaphylactique des suites de son traitement thérapeutique, Bougrat paniqué inventant alors l'histoire du vol de la sacoche. Mais rien n'y fait.
Envoyé au bagne de Saint-Laurent-du-Maroni, il échappe aux travaux forcés. Il est en effet employé comme médecin dans l'hôpital par le médecin-chef du bagne, le docteur Rousseau. Il songe cependant comme 20 % des bagnards à s'évader.
Le 30 août 1928, six mois après son arrivée, il y parvient en compagnie de sept autres bagnards. Au bout de 23 jours il parvient au Venezuela, alors sous la dictature de Gómez. Il y  passe le restant de ses jours, exerçant son métier de médecin pendant 32 ans dans la localité de Juan Griego au nord-est de l'île de Margarita. Les bienfaits du médecin européen sont en effet reconnus, le maire ne jure que par lui. Il ouvre une petite clinique privée où il soigne les plus pauvres gratuitement. C'est pourquoi Gómez autorise officiellement le docteur Pedro Bougrat à exercer sa profession de médecin et refuse son extradition en raison des services qu'il rend à la communauté. De son côté, malgré la grâce de Vincent Auriol en 1948, Bougrat refuse de revenir en France car la réhabilitation lui est refusée. Il refait sa vie au Venezuela en épousant la voisine de sa belle villa, une italo-vénézuélienne, Magdalena Strochia, dont il a deux filles.
Il meurt en janvier 1962 d'une crise cardiaque et il est inhumé, entre le 8 et le 12 janvier, à Juan Griego sur l'île Margarita au Venezuela.
En 1970, une association vénézuélienne érige un monument sur la tombe du docteur Bougrat, aujourd'hui encore régulièrement fleurie par les habitants de Juan Griego.

## Anecdotes
A Juan Griego, une place et une école portent son nom.
Pierre Bougrat fut le médecin de famille d'H.-P. Gassier, cofondateur du Canard enchaîné, qui vivait dans le même immeuble à Marseille.